# José Elói Ottoni
José Elói Ottoni (Serro (Vila do Príncipe), 1 de dezembro de 1764 — Rio de Janeiro, 3 de outubro de 1851) foi um poeta e político brasileiro.
Poeta, político e professor, foi o primeiro filho do fundidor da Real Casa de Fundição do Serro, Manuel Vieira Ottoni, de descendência genoveza, e da paulista D. Ana Felizarda Pais Leme. Joaquim Manuel de Macedo, um de seus biógrafos, disse que era "um desses homens que têm o poder de ilustrar seu berço e de realçar a pátria". 
Educou-se no Arraial de Catas Altas e, moço ainda, esteve estudando na Itália, retornando em 1791 ou 1792, para lecionar latim na Vila de N. S. do Bom Sucesso do Fanado (Minas Novas), onde casou-se (com Da. Maria Rosa do Nascimento, filha do Cel. Manoel José Esteves), tendo 2 filhos (Honório e Eduviges Esteves Otoni). 
Retornou à Europa, organizando uma Arcádia com os amigos Bocage e Bressane, em Lisboa. Escreveu "Memória Sobre o Estado Atual da Capitania de Minas Gerais" (1798), no qual faz, provavelmente, o primeiro protesto contra o atraso dos salários dos professores régios brasileiros, alguns com até 3 anos por receber. Sob proteção do Marquês de Alorna, transferiu-se para Madri, em 1807, como Secretário da Legação portuguesa. Fazia parte do grupo de brasileiros que, em Portugal, trabalhavam pela independência de seu país. 
Novamente no Brasil, dirigiu-se à Bahia em 1811, domiciliando-se no Palácio do Conde dos Arcos. Em 1821, de novo na Europa, foi eleito por seus conterrâneos entre os Deputados mineiros às Cortes de Lisboa, quando da constitucionalização do Reino Unido de Portugal, Brasil e Algarves. Não chegou, porém a participar dos trabalhos, pois o diploma não lhe chegou a tempo. Em 1825, de novo no Brasil, empregou-se como Oficial da Secretaria da Academia da Marinha. Quis que sua família se juntasse a ele, mas esta permaneceu em Minas Novas. 
Desde a infância demonstrou o estilo que o consagraria mais tarde. Ainda no Serro, escreveu nas paredes da casa de um vigário de vida desregrada : "Prega bem o frei Tomás / Prega bem o mal que faz". Escreveu diversas poesias, a maioria influenciadas pelo estilo Boccagiano. Suas produções principais são : "Poesias Avulsas", "Drama Alusivo ao Caráter e ao Talento de Bocage", "Ode aos Anos de Jorge IV da Inglaterra", "Anália de Josino" e as traduções "Vulgata" (trad. do latim), "Geórgicas" (trad. de Virgílio), "Miserere", "Stabat Mater", "Paráfrase dos Provérbios de Salomão" (Bahia, 1815) e o "Livro de Job" (1852). 
Dele escreveu Sílvio Romero: "patriarca dos novos poetas brasileiros e, dentre os líricos, o que mais suavidade romântica possui". Os críticos costumam situá-lo entre as primeiras figuras de transição, que timidamente já anunciam o Romantismo no Brasil. 